# Sam & Max: Season Two
Sam & Max: Season Two — episodic серія пригодницьких ігор від Telltale Games. Головними героями є персонажі серії коміксів Sam & Max. Серія є продовженням Sam & Max Season One. Гру було анонсовано 25 вересня 2007, а повний анонс від Telltale Games відбувся 28 вересня 2007.

## Епізоди
| # | Епізод                     | Дата виходу (GameTap) | Дата виходу (International) | Опис | Огляди (Metacritic)                                  |
| - | -------------------------- | --------------------- | --------------------------- | ---- | ---------------------------------------------------- |
| 1 | «Ice Station Santa»        | 8 листопада 2007      | 9 листопада 2007            |      | 82 % [Архівовано 23 вересня 2008 у Wayback Machine.] |
| 2 | «Moai Better Blues»        | 10 січня 2008         | 11 січня 2008               |      | 81 % [Архівовано 23 вересня 2008 у Wayback Machine.] |
| 3 | «Night of the Raving Dead» | 12 лютого 2008        | 13 лютого 2008              |      | 79 % [Архівовано 23 вересня 2008 у Wayback Machine.] |
| 4 | «Chariots of the Dogs»     | 13 березня 2008       | 14 березня 2008             |      | 85 % [Архівовано 23 вересня 2008 у Wayback Machine.] |
| 5 | «What's New, Beelzebub?»   | 10 квітня 2008        | 11 квітня 2008              |      | 85 % [Архівовано 23 вересня 2008 у Wayback Machine.] |

## Відгуки
| Видання      | Оцінка |
| ------------ | ------ |
| Game Players | 4,5/5  |

Від українського журналу Gameplay гра отримала оцінку 4,5/5 і відзнаку «Вибір редакції».